# Свети Атанасий (Ърбиново)
Вижте пояснителната страница за други значения на Свети Атанасий.
„Свети Атанасий Велики“ (на македонска литературна норма: „Свети Атанасиј“) е православна църква в охридското село Ърбиново, Северна Македония. Църквата е част от Кичевското архиерейско наместничество на Дебърско-Кичевската епархия на Македонската православна църква – Охридска архиепископия.
Църквата се намира в южния дял на селото. Изградена е в 1922 година според надписа, издялан в каменна плоча отвън над входната западна врата.
В купола е изписан Христос Вседържител, а на бордюра около него е изписана годината 1923, в която очевидно е изписан храмът. На иконостаса над царските двери е изписана годината 1924, тоест годината на изработка на иконостаса и иконите на него.